# Vitor Gomes Pereira Júnior
Vitor Gomes Pereira Júnior (São José dos Campos, Brasil; 8 de enero de 1989), simplemente conocido como Juninho, es un exfutbolista brasileño. Jugaba de mediocampista.

## Clubes
| Club                  | País           | Año         |
| --------------------- | -------------- | ----------- |
| São Paulo             | Brasil         | 2008        |
| Toledo                | Brasil         | 2009        |
| Los Angeles Galaxy    | Estados Unidos | 2010 - 2011 |
| São Paulo             | Brasil         | 2012        |
| Los Angeles Galaxy    | Estados Unidos | 2012 - 2015 |
| Club Tijuana          | México         | 2016 - 2019 |
| Chicago Fire          | Estados Unidos | 2017        |
| Los Angeles Galaxy    | Estados Unidos | 2019        |
| Los Angeles Galaxy II | Estados Unidos | 2019        |

## Palmarés

### Campeonatos nacionales
| Club                   | País               | Año            |      |
| ---------------------- | ------------------ | -------------- | ---- |
| Serie A                | São Paulo          | Brasil         | 2008 |
| MLS Supporter's Shield | Los Angeles Galaxy | Estados Unidos | 2010 |
| MLS Supporter's Shield | Los Angeles Galaxy | Estados Unidos | 2011 |
| Copa MLS               | Los Angeles Galaxy | Estados Unidos | 2011 |
| Copa MLS               | Los Angeles Galaxy | Estados Unidos | 2012 |
| Copa MLS               | Los Angeles Galaxy | Estados Unidos | 2014 |